# Christodoros van Koptos
Christodoros van Koptos (rond 500 n.Chr.) was een Griekse dichter die leefde tijdens de regeerperiode van de Byzantijnse keizer Anastasius I. Christodoros was afkomstig uit de Egyptische stad Koptos. Zijn voornaamste werk is de poëtische beschrijving in circa 400 hexameters van 80 standbeelden in de thermen van Zeuxippos in Constantinopel van historische figuren uit de Griekse en Romeinse oudheid, Griekse goden, en personages uit de verhalentraditie over de Trojaanse oorlog. Dit gedicht is overgeleverd als boek twee van de Anthologia Graeca. Qua taal en metriek volgt Christodoros de stijl van Nonnos van Panopolis.